# Fahad Al Kuwari
Fahad Al Kuwari (Catar; 19 de diciembre de 1968) es un exfutbolista de Catar que jugaba en la posición de centrocampista.

## Carrera

### Club
| Periodo   | Club       |
| --------- | ---------- |
| 1987–1989 | Al Tadamun |
| 1989–2003 | Al Sadd SC |

### Selección nacional
Jugó para Catar en 37 ocasiones entre 1987 y 2001 y anotó seis goles, además de participar en dos ediciones de la Copa Asiática.

## Logros
- Liga de fútbol de Catar: 1

1999-2000
- Copa del Emir de Catar: 5

1990–91, 1993–94, 1999–2000, 2000–01, 2002–03
- Copa Príncipe de la Corona de Catar: 1

1998
- Copa del Jeque Jassem: 4

1990, 1997, 1999, 2001
- Copa de Clubes Campeones del Golfo: 1

1991
- Liga de Campeones Árabe: 1

2001